# Sybra partefuscolateralis
Sybra partefuscolateralis là một loài bọ cánh cứng trong họ Cerambycidae.